# 九州方言
九州方言（きゅうしゅうほうげん）は、九州地方で話される日本語の方言である。俗に九州弁（きゅうしゅうべん）とも言う。大きく、豊日方言・肥筑方言・薩隅方言に分かれる。東日本方言・西日本方言とともに日本語本土方言を構成するが、九州方言を西日本方言に含める学者もいる（奥村三雄など）。

## 分類
豊日方言は福岡県東部（北九州地方・筑豊地方）・大分県・宮崎県（南西部除く）の方言で、瀬戸内海を挟んだ中国方言や四国方言と共通する特徴を持つ。肥筑方言は福岡県西部（福岡地方・筑後地方）・佐賀県・長崎県・熊本県の方言で、一般に九州弁として知られる特徴を多く備える。薩隅方言は鹿児島県（奄美諸島除く）と宮崎県南西部の諸県地方の方言で、閉音節が発達しているなど特殊である。また対馬や五島、大隅諸島などの離島では島ごとに特色ある方言が話されている。
九州方言全体として基本的な文法は西日本方言と共通する部分が多く、九州方言を西日本方言の下位区分とする場合も多い。

## 発音
- 母音の無声化が盛んである[4]。また、「犬」→「いん」、「秋が」→「あっが」のように、母音の脱落による撥音化・促音化も多く起こる[5]。
- 古い時代の連母音「ou・oo・eu」（合音）が「uː」に変わっている。例えば、「うーかみ」（狼）、「きゅー」（今日）などである。これらは共通語では「oː」になっている。一方、「au」（開音）は共通語と同じく「oː」になっている[6][7]。
- アクセントは、大きく北東部の東京式アクセント、南西部の二型式アクセント、その間に挟まれた無アクセントに分けられる。福岡県筑前・豊前から大分県にかけての地域では東京式アクセントで、長崎県中南部・佐賀県西南部・熊本県西部・鹿児島県大部分で二型式アクセント、この両者に挟まれた長崎県五島列島・長崎県北部・佐賀県北部・福岡県筑後・熊本県東部・宮崎県大部分が無アクセント、宮崎県小林市～都城市～鹿児島県曽於市～志布志市の各一部にかけての南北に細長い地域に一型式アクセントが分布する。
- 古音の残存として、高齢層を中心に、「せ・ぜ」を「しぇ・じぇ」、「え」を「いぇ」と発音したり、合拗音「くゎ・ぐゎ」を残していたりする[8][9]。
- 一部を除き「ぢ」と「じ」、「ず」と「づ」を区別する（四つ仮名の区別）[10]。
- 一部を除きガ行鼻濁音が起こらない[11]。
- しばしばエ→イ、オ→ウの狭母音化がおこる。
- エイを[ei]と発音する。例）先生は「センセー」でなく「センセイ」[12]。

## 文法
- 断定助動詞｢じゃ・や」、否定助動詞「ん」、「おる」（居る）、「よる」と「とる・ちょる」のアスペクト区別、形容詞・ワ行五段動詞の連用形ウ音便などは西日本方言と共通する。
- 動詞の下二段活用があるほか、一部には上二段活用もある[13]。
- 状況可能を可能動詞または未然形+「るる・らるる」、能力可能を連用形+「きる」「ゆる」「がなる」等で言い分ける[14]。
  - 例：この魚は食べられん（傷んだりしていて、この魚は食べられない）、この魚は食べきらん（自分が苦手な食べ物なので、この魚は食べられない）
- 共通語で連用形+「ている」という所を、習慣や現在移動、変化している動きを表す場合は連用形+「よる」、動作の結果を表す場合は連用形+「とる／ちょる」と使い分ける（アスペクトの区別）[15]。
  - 例：電車が来よる（電車が近付いている）、電車が来とる／来ちょる（既に電車が到着している）
  - 例：雨が降りよる（今、雨が降っている）、雨が降っとる／降っちょる（さっきまで雨が降っていた）
- 豊日方言を除き、形容詞の終止形・連体形語尾が「か」となることが多い（カ語尾）[16]。
  - 例：すごか（すごい）
- 福岡県東部・大分県を除き、準体助詞に「と」を用いる[17][18][19]。
  - 例：何ばしよるとですか（何をしているのですか）
- 方向を表す助詞に「さい」や「さん」などが使われる[20]。
- 原因・理由の接続助詞には、「けに・けん・けー・きー・き」を福岡・大分・佐賀・長崎・熊本各県で、「から・かい」を宮崎県や鹿児島県種子島・屋久島で、「で」を鹿児島県（薩隅方言）で用いるほか、長崎県の一部などで「せん（しぇん）・せに・せーに」などを用いる[20]。
- 五段動詞の連用形音便は、上記のようにワ行五段がウ音便になるほか、マ行五段・バ行五段もウ音便になり、サ行五段はイ音便になる[21]。
  - 例：「のーだ・ぬーだ」（飲んだ）、「だいた・でーた・じゃーた」（出した）。

## 下位区分
- 豊日方言
  - 両豊方言
    - 福岡県豊前方言
      - 北九州弁
      - 筑豊弁（肥筑方言とも一部共通）

    - 大分方言
      - 日田弁（肥筑方言とも一部共通）

  - 日向方言
- 肥筑方言
  - 筑前方言
    - 博多弁
      - 福岡弁（福岡市福岡部で話される）

    - 宗像弁

  - 筑後方言
    - 筑後弁
    - 柳川弁
    - 大牟田弁

  - 佐賀方言
  - 長崎方言
    - 佐世保弁

  - 五島列島方言
  - 壱岐方言
  - 対馬方言
  - 熊本方言（球磨・天草・芦北地域においては薩隅方言とも一部共通）
- 薩隅方言
  - 薩隅諸方言
  - 離島方言
  - 種子島方言
  - 諸県方言